# تاتا كاواإي
تاتا كاواإي (باليابانية: 河井 哲太) (8 مايو 2000 في أوساكا في اليابان – )؛ هو لاعب كرة قدم كان يلعب كمدافع.

## وصلات خارجية
- تاتا كاواإي على موقع رابطة كرة القدم اليابانية للمحترفين (اليابانية)
- تاتا كاواإي على موقع Soccerway.com (الإنجليزية)